# راش کریمه‌ای
راش کریمه‌ای (نام علمی: Fagus taurica) نام یک گونه از سرده راش است.